# Bernardo Rodríguez y Alfaro
Bernardo Rodríguez y Alfaro, político costarricense, firmante del Acta de Independencia de Costa Rica.
Nació en Heredia, Costa Rica, el 20 de agosto de 1782. Fue bautizado con el nombre de José Bernardo. Sus padres fueron Gregorio Rodríguez y Guzmán y Petronila Alfaro y González. Se casó el 17 de junio de 1804 en el cantón de Barva con María Josefa Arias y Alfaro, hija de Manuel Arias y Oviedo y Micaela Alfaro y Reyes, y viuda de Manuel Reyes y Alfaro. Hijos de este matrimonio fueron Eugenio (b. 1805), casado el 25 de octubre de 1826 con Cayetana Ugalde y Alfaro; Joaquín de Jesús (b. 1808) y Pascual (b. 1812) Rodríguez y Arias.
En los milicias de Costa Rica alcanzó el grado de coronel.
El Ayuntamiento del pueblo de Barva lo designó en octubre de 1821 como su representante en la Junta de Legados de los Ayuntamientos que se reunió en Cartago del 25 al 26 de octubre de 1821 para discutir sobre la independencia de Costa Rica de España. Asistió el 29 de octubre de 1821 a la sesión del Ayuntamiento de Cartago en la que se suscribió el Acta de Independencia de Costa Rica.
Del 16 al 30 de abril de 1823 representó al pueblo de Barva en el Congreso Constituyente presidido por José María de Peralta y La Vega.
Fue procurador síndico de Barba en 1828.
Se dedicó a actividades agropecuarias y fue rematario del estanquillo de aguardiente de Barba.